# Eumerus bimaculatus
Eumerus bimaculatus är en tvåvingeart som beskrevs av Carl Ludwig Doleschall 1858. Eumerus bimaculatus ingår i släktet månblomflugor, och familjen blomflugor. Inga underarter finns listade i Catalogue of Life.